# 젊은 도시
"젊은 도시"는 1976년에 개봉한 대한민국의 영화이다.

## 캐스팅
- 박병호
- 문정숙
- 송재호
- 윤미라
- 현이
- 김성아
- 김미경
- 유준상
- 이경실
- 김민규
- 정희섭
- 이영호
- 김기범
- 김승남
- 임해림
- 윤일주
- 권오상
- 최명희
- 손전
- 성명순
- 노사강
- 조덕성
- 임성포
- 한다영
- 이미옥
- 장춘원
- 신미숙
- 석인수
- 전정선